# Афонинская (Харовский район)
Афонинская — деревня в Харовском районе Вологодской области.
Входит в состав Разинского сельского поселения, с точки зрения административно-территориального деления — в Разинский сельсовет.
Расстояние по автодороге до районного центра Харовска — 41 км, до центра муниципального образования Горы — 6 км. Ближайшие населённые пункты — Денисовская, Курьяновская, Павловская, Мокеевская.
По переписи 2002 года население — 7 человек.